# Ceratochelus tzaneensis
Ceratochelus tzaneensis är en skalbaggsart som beskrevs av Dombrow 2002. Ceratochelus tzaneensis ingår i släktet Ceratochelus och familjen Melolonthidae. Inga underarter finns listade i Catalogue of Life.